# Österreichischer Verdienstorden (1934)
Der österreichische Verdienstorden, die österreichischen Verdienstzeichen und die österreichischen Verdienstmedaillen waren ab Oktober 1934 verliehene Orden und Ehrenzeichen des austrofaschistischen Ständestaats Österreich, die die 1922 eingeführten Ehrenzeichen für Verdienste um die Republik Österreich ablösten.

## Gesetzliche Bestimmungen
Die gesetzliche Grundlage für die neuen Orden und Ehrenzeichen wurden im Herbst 1934 gelegt. Am 24. September 1934 wurde ein Bundesgesetz erlassen, worin die Ablöse der bisherigen Ehrenzeichen durch die neuen Auszeichnungen beschlossen wurde. Der Bundespräsident wurde darin mit Tag seiner Wahl als Inhaber der höchsten Stufe des Verdienstordens bestimmt. Im Gegensatz zu den bisherigen Ehrenzeichen wurde festgelegt, dass die neuen Ehrenzeichen im Eigentum der Beliehenen und ihrer Erben bleiben. Die Bundesregierung wurde ermächtigt, die Statuen und näheren Bestimmungen zu den neuen Orden und Ehrenzeichen per Verordnung festzulegen.
Die entsprechende Verordnung wurde am 9. Oktober 1934 erlassen. Darin wurden Abstufungen, Aussehen und Bestimmungen zum Tragen der Dekorationen der Ehrenzeichen beschrieben. Die Verleihung der Orden und Ehrenzeichen sollte auf Vorschlag der Bundesregierung durch den Bundespräsidenten erfolgen.
Die Orden und Ehrenzeichen waren für Personen des In- und Auslandes vorgesehen, die sich um den Bundesstaat Österreich Verdienste erworben haben. Es wurden zunächst zehn Grade des österreichischen Verdienstordens, zwei Grade des Verdienstzeichens und vier Grade der Verdienstmedaille festgelegt, sowie damit verbundene Bezeichnungen der Beliehenen. Der Groß-Stern war als höchster Grad des Verdienstordens nur für Staatsoberhäupter und Souveräne vorgesehen. Im August 1935 wurde per Verordnung ein zusätzlicher Grad des österreichischen Verdienstordens eingeführt, der nun nach dem Groß-Stern die höchste Auszeichnung darstellte:
| Orden bzw. Ehrenzeichen | Grad                                                                     | Bezeichnung der Beliehenen                                                           |
| ----------------------- | ------------------------------------------------------------------------ | ------------------------------------------------------------------------------------ |
| Verdienstorden          | Groß-Stern des österreichischen Verdienstordens                          | Inhaber des Groß-Sterns des österreichischen Verdienstordens                         |
| Verdienstorden          | Großkreuz I. Klasse des österreichischen Verdienstordens mit dem Adler   | Inhaber des Großkreuzes I. Klasse des österreichischen Verdienstordens mit dem Adler |
| Verdienstorden          | Großkreuz I. Klasse des österreichischen Verdienstordens                 | Inhaber des Großkreuzes I. Klasse des österreichischen Verdienstordens               |
| Verdienstorden          | Großkreuz des österreichischen Verdienstordens                           | Inhaber des Großkreuzes des österreichischen Verdienstordens                         |
| Verdienstorden          | Komturkreuz I. Klasse mit dem Stern des österreichischen Verdienstordens | Großoffizier des österreichischen Verdienstordens                                    |
| Verdienstorden          | Komturkreuz mit dem Stern des österreichischen Verdienstordens           | Großoffizier des österreichischen Verdienstordens                                    |
| Verdienstorden          | Komturkreuz I. Klasse des österreichischen Verdienstordens               | Komtur des österreichischen Verdienstordens                                          |
| Verdienstorden          | Komturkreuz des österreichischen Verdienstordens                         | Komtur des österreichischen Verdienstordens                                          |
| Verdienstorden          | Offizierskreuz des österreichischen Verdienstordens                      | Offizier des österreichischen Verdienstordens                                        |
| Verdienstorden          | Ritterkreuz I. Klasse des österreichischen Verdienstordens               | Ritter des österreichischen Verdienstordens                                          |
| Verdienstorden          | Ritterkreuz des österreichischen Verdienstordens                         | Ritter des österreichischen Verdienstordens                                          |
| Verdienstzeichen        | österreichisches goldenes Verdienstzeichens                              | Besitzer des österreichischen goldenen Verdienstzeichens                             |
| Verdienstzeichen        | österreichisches silbernes Verdienstzeichens                             | Besitzer des österreichischen silbernen Verdienstzeichens                            |
| Verdienstmedaillen      | österreichische goldene Verdienstmedaille                                | Besitzer der österreichischen goldenen Verdienstmedaille                             |
| Verdienstmedaillen      | österreichische große silbernen Verdienstmedaille                        | Besitzer der österreichischen großen silbernen Verdienstmedaille                     |
| Verdienstmedaillen      | österreichische silbernen Verdienstmedaille                              | Besitzer der österreichischen silbernen Verdienstmedaille                            |
| Verdienstmedaillen      | österreichische bronzene Verdienstmedaille                               | Besitzer der österreichischen bronzenen Verdienstmedaille                            |

## Hierarchie

### Oktober 1934 bis August 1935

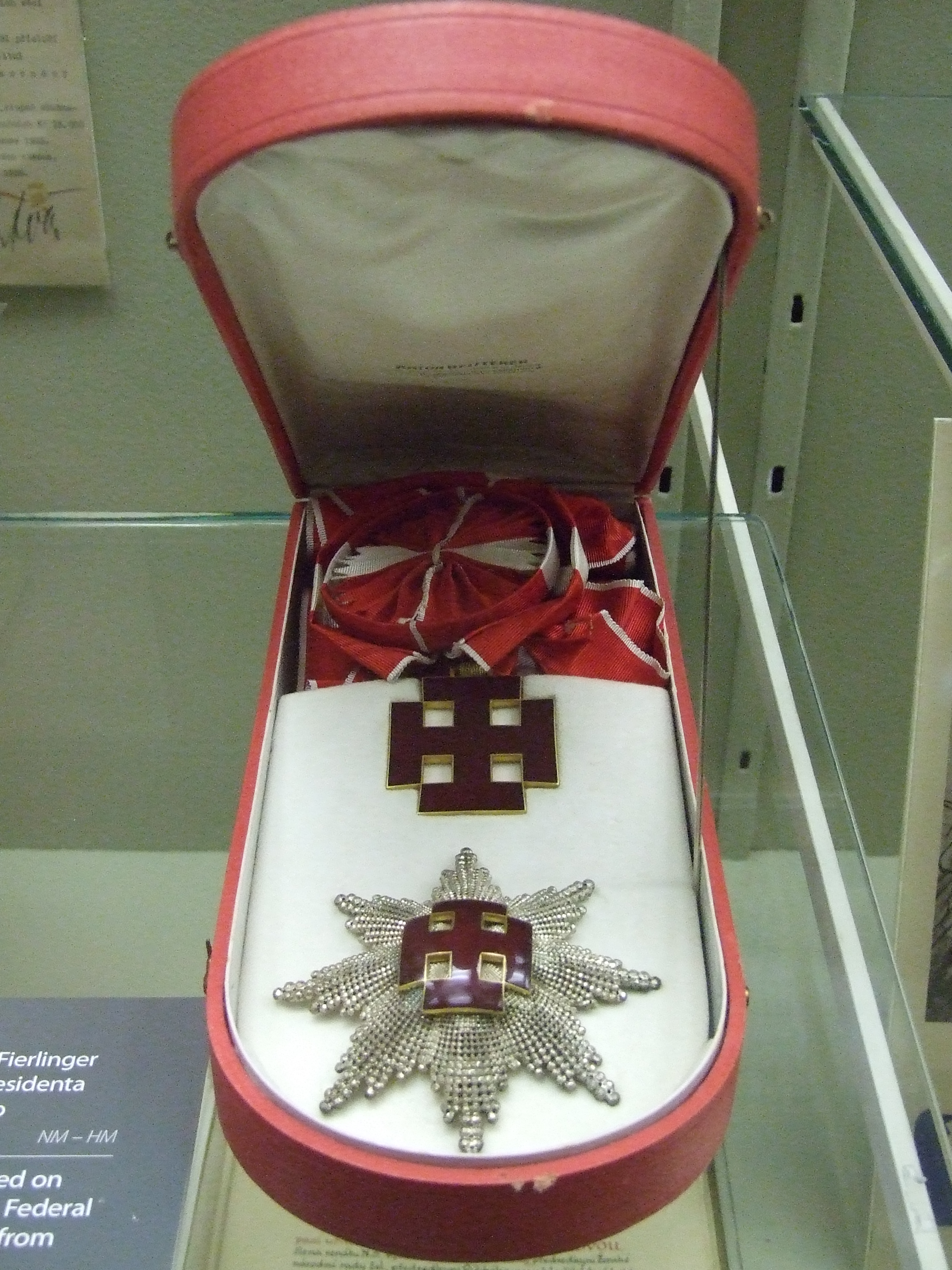
Das Großkreuz I. Klasse des österreichischen Verdienstordens, das Zdeněk Fierlinger anlässlich des Endes seiner Gesandtschaft in Wien 1936 verliehen bekam

Bei der Umwandlung der bisher bestehenden 16 Grade des Ehrenzeichens für Verdienste um die Republik Österreich in Verdienstorden, Verdienstzeichen und Verdienstmedaille mit insgesamt 16 Graden blieb die Zuordenbarkeit gewahrt. Begründet wurde die Umwandlung damit, dass das bisherige Ehrenzeichen mit seinen 16 Graden zu Unübersichtlichkeit und besonders im Ausland auch zu missverständlicher Auslegung geführt hätte. An der äußeren Form der Auszeichnungen wurde keine Änderung vorgenommen, insbesondere deshalb, weil das verwendete Kruckenkreuz mittlerweile eine Aufwertung als quasi-staatliches Symbol erfahren hatte.
1. Groß-Stern des österreichischen Verdienstordens
2. Großkreuz I. Klasse des österreichischen Verdienstordens
3. Großkreuz des österreichischen Verdienstordens
4. Komturkreuz I. Klasse mit dem Stern des österreichischen Verdienstordens
5. Komturkreuz mit dem Stern des österreichischen Verdienstordens
6. Komturkreuz I. Klasse des österreichischen Verdienstordens
7. Komturkreuz des österreichischen Verdienstordens
8. Offizierskreuz des österreichischen Verdienstordens
9. Ritterkreuz I. Klasse des österreichischen Verdienstordens
10. Ritterkreuz des österreichischen Verdienstordens
11. österreichisches goldenes Verdienstzeichens
12. österreichisches silbernes Verdienstzeichens
13. österreichische goldene Verdienstmedaille
14. österreichische große silbernen Verdienstmedaille
15. österreichische silbernen Verdienstmedaille
16. österreichische bronzene Verdienstmedaille

### Ab 23. August 1935
Im August 1935 wurde der zusätzliche Grad Großkreuz I. Klasse des österreichischen Verdienstordens mit dem Adler geschaffen. Die neue Auszeichnung war nur für Regierungschefs vorgesehen und wurde erstmals im Juni 1936 verliehen.
1. Groß-Stern des österreichischen Verdienstordens
2. Großkreuz I. Klasse des österreichischen Verdienstordens mit dem Adler
3. Großkreuz I. Klasse des österreichischen Verdienstordens
4. Großkreuz des österreichischen Verdienstordens
5. Komturkreuz I. Klasse mit dem Stern des österreichischen Verdienstordens
6. Komturkreuz mit dem Stern des österreichischen Verdienstordens
7. Komturkreuz I. Klasse des österreichischen Verdienstordens
8. Komturkreuz des österreichischen Verdienstordens
9. Offizierskreuz des österreichischen Verdienstordens
10. Ritterkreuz I. Klasse des österreichischen Verdienstordens
11. Ritterkreuz des österreichischen Verdienstordens
12. österreichisches goldenes Verdienstzeichens
13. österreichisches silbernes Verdienstzeichens
14. österreichische goldene Verdienstmedaille
15. österreichische große silbernen Verdienstmedaille
16. österreichische silbernen Verdienstmedaille
17. österreichische bronzene Verdienstmedaille

## Träger
Träger dieser Orden und Ehrenzeichen sind in der Kategorie:Träger des österreichischen Verdienstordens (1934) zu finden.

## Belege
1. ↑  Bundesgesetz vom 24. September 1934 über die Umwandlung des Ehrenzeichens für Verdienste um den Bundesstaat Österreich in einen Verdienstorden. In: BGBl. II Nr. 267/1934. Wien 8. Oktober 1934 (Online auf ALEX).
2. ↑  Verordnung der Bundesregierung vom 9. Oktober 1934, betreffend die Statuten für den österreichischen Verdienstorden, die österreichischen Verdienstzeichen und die österreichischen Verdienstmedaillen. In: BGBl. II Nr. 272/1934. Wien 9. Oktober 1934 (Online auf ALEX).
3. ↑  Ereignisse der Woche. In: Neues Wiener Tagblatt (Wochen-Ausgabe), 31. August 1935, S. 14 (online bei ANNO).
4. ↑  Verordnung der Bundesregierung, mit der die Verordnung, betreffend die Statuten für den österreichischen Verdienstorden, die österreichischen Verdienstzeichen und die österreichischen Verdienstmedaillen, B. G. Bl. II Nr. 272/34 abgeändert wird. In: BGBl. Nr. 351/1935. Wien 23. August 1935 (Online auf ALEX).
5. ↑  Umwandlung des Ehrenzeichens in einen Verdienstorden. In: Salzburger Volksblatt, 25. September 1934, S. 4 (online bei ANNO).
6. ↑  Hohe Auszeichnungen für Doktor Schuschnigg, Mussolini und Gömbös. In: Der Wiener Tag, 11. Juni 1936, S. 1 (online bei ANNO).